# William Vane
Pour les articles homonymes, voir William Vane (homonymie) et Vane (homonymie).
William Harry Vane (27 juillet 1766, Londres – 29 janvier 1842), 1er duc de Cleveland, est un noble anglais.
Il est le fils d'Henry Vane (1726/7-1792), 2e comte de Darlington, et de Margaret (1733-1800), fille de Robert Lowther et sœur de James Lowther, 1er comte de Lonsdale.